# پیت ناجاریان (نویسنده)
پیت ناجاریان (متولد ۱۹۴۰) یک رمان‌نویس، داستان کوتاه و نویسنده غیر داستانی آمریکایی است. او همچنین نقاش و مجسمه‌ساز است و پسر عموی نقاش آرت پیناجیان می‌باشد.

## زندگی‌نامه
پس از فارغ‌التحصیلی از دانشگاه راتگرز در سال ۱۹۵۸، جایی که با شاعر رابرت پینسکی هم‌اتاقی بود، ناجاریان به عنوان محقق اجتماعی برای دپارتمان رفاه شهر نیویورک کار می‌کرد، جایی که پرونده‌های او در هارلم بود.
او سپس به مدت سه سال در لندن زندگی کرد و در کالج روزانه کینگزوی به تدریس مطالعات انگلیسی و در دپارتمان آموزش مؤسسه فیلم بریتانیا به تدریس مطالعات فیلم پرداخت.
او به ایالات متحده بازگشت زمانی که برای سال تحصیلی ۱۹۶۷–۱۹۶۸ بورسیه استگنر در دانشگاه استنفورد بود را دریافت کرد.
وی کارشناسی ارشد خود را در نویسندگی خلاقانه در دانشگاه ایالتی سانفرانسیسکو در سال ۱۹۷۰ کسب کرد، جایی که با دوستش، رمان‌نویس لئو لیتواک تحصیل می‌کرد.
او به عنوان یک مدرس فولبرایت در ارمنستان شوروی در سال تحصیلی ۱۹۸۸–۱۹۸۹ فعالیت داشت. در زمان حضور در ارمنستان به بازماندگان زلزله کمک کرد و اثر کوتاه «دختر» در مجموعه‌اش «تنهایی بزرگ آمریکایی» دربارهٔ تجربیات او در آنجا است.
او نویسندگی خلاق را در دانشگاه ایالتی سانفرانسیسکو، دانشگاه ایالتی وین، کالج اسکریپس برای زنان، دانشگاه کالیفرنیا، سن دیگو، دانشگاه هاوایی، دانشگاه کالیفرنیا، دیویس و دانشگاه کالیفرنیا، برکلی تدریس کرده است. او همچنین به مجله ادبی هنری هاوس سرویس و به کتابی به نام دهه شصت با ویرایش پیت استاین و منتشر شده از سوی ویلیام استیت یونیورسیتی پرسد کمک کرده است.
او در سال ۲۰۰۰ یک بورس برای کتاب‌های غیرداستانی خلاقانه از موقوفه ملی برای هنرها دریافت کرد. آثار او در جریان بحثی دربارهٔ ادبیات ارمنی آمریکایی در سمپوزیومی به مناسبت چهلمین سالگرد جامعه مطالعات ارمنی مطرح شد.
ناجاریان همچنین یک نقاش ماهر و مجسمه‌ساز است و کارهای او در اتحادیه هنرمندان ایروان، ارمنستان؛ در گالری هرست در کالج سنت ماری کالیفرنیا؛ در موزه دره ناپا در کالیفرنیا؛ و در کتابخانه عمومی برکلی به نمایش درآمده‌اند.
چهار کتاب اخیر او نیز با نقاشی‌ها و طراحی‌های او مصور شده‌اند.

## نقاشی‌های آرت پیناجیان، یک داستان خانوادگی
نقاشی‌های آرت پیناجیان، یک داستان خانوادگی، یک رمان غیرداستانی مصور نوشته پیت ناجاریان دربارهٔ پسر عمویش، آرتور پیناجیان است.
همان‌طور که ناجاریان داستان را تعریف می‌کند، پیناجیان شفاهی نقاشی‌هایش را به او سپرده بود اما هیچ وصیت‌نامه مکتوبی باقی نگذاشت. کتاب او روایت می‌کند که چگونه این نقاشی‌ها پس از مرگ پیناجیان از او گرفته شدند و بعدها به لارنس ای. جوزف فروخته شدند که سپس پیت هیستینگز فالک را برای تبلیغ آنها استخدام کرد. این کتاب تلاش می‌کند تا ثابت کند پیناجیان هرگز نمی‌خواست کارهایش «به زباله‌ها انداخته شوند» همان‌طور که توسط فالک در کتاب تبلیغاتی‌اش پیانیجیان، استاد کشف شده انتزاع آمده است، که در آن آمده: «پیناجیان دستورالعمل‌هایی برای دور انداختن مجموعه‌اش در زباله‌دان شهر گذاشت.»
کتاب ناجاریان همچنین تلاش می‌کند تا در طول نامه‌های پیناجیان به او ثابت کند که پسرعمویش در واقع یک «انسان بسیار عاقل» بود که «مردی محبوب و جذاب و شوخ و برون‌گرا و مسئول اجتماعی بود و انزوای او در سال‌های پایانی فقط به دلیل فقرش بود.»
از نامه‌های آرت به پسرعمویش پیت:
«اکنون بین من و خودم کار می‌کنم… کار من بازتابی از چیزی است که می‌خواهم زندگی‌ام باشد… برای درک کلیت هنر باید به خلاقیت آن رسید… اگر به کلیت آگاه باشید، زمان همه چیز را در یک جا مجتمع می‌کند… جستجو برای اشکال درمانی فوق‌العاده است و به‌من احساس خوبی و تازگی می‌دهد… البته هیچ‌کس متوجه نمی‌شود جز خالق و گاهی حتی او هم نه.»
هنر پیناجیان بعدها به ارزش ۳۰ میلیون دلار رسید.

## برهنه و لخت
«پیت ناجاریان در سنتی بسیار خاص از نثر آمریکایی می‌نویسد که شامل توماس ولف، ویلیام سارویان و جک کرواک می‌باشد. برهنه و لخت به‌شمار من، هفتمین جلد از روایت حماسی او به صورت خودزندگی‌نامه‌ای است که قلمروی میان خودزندگی‌نامه و رمان را کاوش می‌کند تا داستان خود و نسلش را بازگو کند. موضوع این داستان ناجاریان —مانند ولف، سارویان، کرواک— هنرمند مرد و راه غیرقابل تفکیک ترکیب شهوت جنسی و آروزی ادبی، ثبات‌طلبی برای خانه و باور به نیروی تحول‌آفرین هنر است که هم زخم و هم همراهی در جهان می‌شود. برای ناجاریان این داستان پایه‌ای است برای ارمنستان، داستان نسل‌کشی آغاز قرن بیستم، زندگی مهاجرتی در آمریکا و جریان شدید آسیب و عشقی که از نسلی به نسل دیگر منتقل می‌شود. در مورد هنر- نیز مهم است که ناجاریان یک نقاش قابل‌توجه است که برهنه و لخت را به اندازه‌ای که کتابی دربارهٔ هنر گرافیکی و ساختن است، کتابی دربارهٔ مسائل جنسی است. نقاشی‌ها و طراحی‌های ویژه و بسیار زنده‌ای که در اینجا بازتولید شده‌اند، دلیلی کافی برای داشتن کتاب در قفسه‌تان است.»
—رابرت هاس